# Dècada del 360 aC
La dècada del 360 aC comprèn el període que va des de l'1 de gener del 369 aC fins al 31 de desembre del 360 aC.

## Esdeveniments
- Segon gran concili del budisme
- Fixació del cànon en escultura grega

## Personatges destacats
- Praxíteles
- Dionís el Jove